# Pont de Landenne
Le pont de Landenne est un pont autoroutier assurant le passage de l'E42 près d'Andenne.